# Oury
Oury là một tổng thuộc  tỉnh Balé ở phía nam Burkina Faso. Thủ phủ là thị xã thị xã cùng tên. Theo điều tra dân số năm 1996, tổng này có tổng dân số 24.914 người.

## Các thị xã và làng xã
Các thị xã và làng xã và dân số các tổng như sau:

- Thị xã Oury	(3 908 dân) (thủ phủ)
- Bandiara	(442 dân)
- Da	(1 825 dân)
- Dablara	(452 dân)
- Habé	(637 dân)
- Koena	(1 013 dân)
- Koupelo	(653 dân)
- Lasso	(1 068 dân)
- Momina	(437 dân)
- Mou	(1 308 dân)
- Oullo	(2 118 dân)
- Sani	(1 434 dân)
- Sanfo	(557 dân)
- Séréna	(2 245 dân)
- Seyou	(1 147 dân)
- Siou	(2 531 dân)
- Soubouy	(1 495 dân)
- Taplara	(372 dân)
- Zinakongo	(1 272 dân)